# Østfrisland
|  | Sammenskrivningsforslag Artiklerne Ost-Friesland, Østfrisland er foreslået sammenskrevet. (Siden februar 2018) Diskutér forslaget |

Østfrisland (tysk: Ostfriesland, plattysk: Oostfreesland) er et område i delstaten Nedersaksen, der består af amterne (Kreise) Aurich, Wittmund, Leer og byen (Kreisfreie Stadt) Emden.
De fleste østfrisere taler i dag højtysk og nedertysk. Kun cirka 2000 frisere i Saterland syd for Østfrisland taler østfrisisk
Østfrisland danner sammen med Saterland det oldenborgske Frisland (amtet Frisland og byen Wilhelmshaven), Butjadingen og Wursten den større region Øst-Frisland. Der bor også frisere i det nederlandske Frisland og i Nordfrisland syd for den dansk-tyske grænse. Friserne i Øst-Frisland, såvel de tysktalende som de saterfrisisk-talende, har interkulturelle kontakter med det frisiske mindretal i Nederlandene og Nordfrisland.
Der findes også mange tosprogede byskilte (højtysk, plattysk eller saterfrisisk) flere steder i Øst-Frisland, bl.a. i Aurich og Saterland.
Østfrisland har i Tyskland et ry som den yderste provins, hvor indbyggerne kan være molboagtige.

## Geografi
Østfrisland ligger på det europæiske fastlands nordvestkyst ud mod Vesterhavet mellem Dollart og Jadebusen. Østfrisland består af forholdsvis tyndt befolkede sletter af marskland ved kysten samt moseområder og gestområder i indlandet. Landskabets højeste punkt er en sandklit på øen Norderney, 22 meter over havet. På fastlandet har naturbeskyttelsesområdet Hollesand i Uplengen det højeste punkt, 18 meter over havet. Store områder ligger under havets overflade. Langs kysten ligger siden omkring år 1000 diger som beskyttelse imod oversvømmelser. Hele området afvandes ved kanaler og pumpeanordninger.
Det østfrisiske landbrugslandskab præges af de typiske "voldhække", det vil sige busk- og træbevoksede volde, som er anlagt for at afgrænse enge og agre. Der findes også et større antal mosesøer, kanaler og mindre vandløb. Det største vandløb i området er Ems, og den længste kanal er Ems-Jade-kanalen.
Ud for fastlandet ligger de østfrisiske øer. Disse kendetegnes ved klitter med delvist menneskeskabt bevoksning af sandhjælme (Ammophila arenaria). Mellem øerne og fastlandet ligger Vadehavet, som nu for en stor dels vedkommende er udlagt til en nationalpark. Længere inde mod land ligger marsklandet med saltenge, som ofte er oversvømmet af havvand. Typiske planter tilhører arten salturter (Salicornia).

## Næringsliv
Østfrislands næringsliv har traditionelt været præget af landbrug, fiskeri og søfart. I det 20. århundrede har turismen udviklet sig til en betydningsfuld næringsvej, ikke mindst langs kysten og ude på de østfrisiske øer. Østfrisland er kendt for sine kanaler, vindmøller, slotte, sandstrande og mange cykelstier.
Landbruget er fortsat en vigtig næringsvej, ikke mindst mælke- og smørproduktionen. Haveprodukter er vigtige i blandt andet Wiesmoor, og i Jever findes bryggerier.

## Samfærdsel
Østfrisland gennemskæres af kanaler som Ems-Jade-kanalen og Nordgeorgsfehn-kanalen, motorveje som A28 mod Leer, A29 mod Wilhelmshaven og A31 mod Emden og flere jernbanelinjer, blandt andet mellem Emden og henholdsvis Oldenburg, Bremen og Münster.
Havne findes i Emden, Leer og Wilhelmshaven. Havnene i Emden og Wilhelmshaven hører til de vigtige havne i Tyskland. Der ligger også skibsværfter, og i Emden ligger blandt andet Volkswagen-fabrikker.

## Kultur
I Østfrisland findes et stort antal museer, blandt andet kunstmuseet i Emden, slottet i Jever, søfartsmuseer i Wilhelmshaven og det såkaldte østfrisiske landskab i den østfrisiske hovedstad Aurich. Desuden er der egnsmuseer i de østfrisiske landområder.
Østfrisland er blandt andet kendt for sin teceremoni. Østfrisiske teblandinger fremstilles blandt andet i Leer. Teen drikkes med kandis (Kluntje) og fløde. I regionen findes et antal særegne madretter. Om vinteren spises for eksempel grønkål med pølse, hamburgerryg og flæsk.

## Sprog
Friserne i Østfrisland taler siden 1800-tallet ikke mere østfrisisk, men har beholdt deres kulturelle identitet. Saterfriserne i Saterland stammer fra østfriserne. Saterfrisisk tales i visse lokalsamfund i Saterland i distriktet Cloppenburg. Saterfrisisk er en sidste rest af østfrisisk.
Østfrisland og især landdistrikterne udgør tillige et kerneområde for plattysk.

## Politisk repræsentation
Frisernes interesser varetages af det interfrisiske råd (Interfrasche Rädj) med sæde i Leer.

## Historie
Chauker og frisere var to germanske stammer, som befolkede det nuværende Østfrisland. Romerriget oprettede flere lejre i området lige inden Kristi fødsel. I 400-tallet mindskedes befolkningen stærkt på grund af, at marsklandet blev oversvømmet, og at også gestområderne blev ramt af vandet. En del af befolkningen udvandrede til England som angelsaksere. I 600- og 700-tallet voksede områdets befolkning igen som følge af frisisk ekspansion. Bosættelser var kun mulige på højere beliggende gestområder og på anlagte værfter (terp, warft) i marsklandet.
Omkring år 700 skabtes det første frisiske kongedømme. I 785 erobrede Karl den Store hele Frisland efter sejren over Sachsen. Karl den Store lod nedfælde den frisiske lov og indrettede en kystbevogtning som beskyttelse mod angreb fra vikinger. Ifølge overleveringen indstiftede Karl den Store den såkaldte frisiske frihed. Frem til 1300-tallet samledes hvert år repræsentanter for de syv østfrisiske områder ved Upstalsboom uden for Aurich som en del af den frisiske frihed. På den frisiske friheds tid fandtes følgende frisiske landskaber i området og dets umiddelbare nærhed:
- Rheiderland* Overledingerland

- Saterland
- Moormerland
- Lengenerland
- Emsigerland
- Federgo
- Brokmerland
- Norderland
- Auricherland
- Harlingerland
- Wangerland
- Östringen
- Rüstringen
- Wursten.

Omkring år 1000 begyndte friserne at anlægge diger mod havet, og større områder, som tidligere havde været marskland og havbund, kunne nu tørlægges, opdyrkes og bebygges. Områder, som allerede tidligere lå over havniveau, var i stor udstrækning dækket af moser. Ved anlæggelse af kanalsystemer forvandledes regionen til et landbrugsområde.
I 11- og 1200-tallet oprettedes henved 30 klostre i Østfrisland, som blev fordelt mellem biskopperne i Bremen og Münster. I 1300-tallet mistede områdets ledende familier magt på grund af stormfloder og pestepidemier, og et nyt høvdingesystem voksede frem. Da Vitaliebrødrene blev fordrevet fra Gotland i 1398, kom en del af dem til Østfrisland. Den mest kendte af disse sørøvere var Klaus Størtebeker. Det førte imidlertid til konflikter med Hanseforbundet, og under høvdingetiden blev der udkæmpet flere kampe mod Hamborg og Bremen.
Omkring år 1430 blev familien Cirksena den mest indflydelsesrige i Ostfriesland. I 1464 blev Ulrich 1. udset til greve af Østfrisland. Østfrisland blev dermed et såkaldt rigsgrevskab og i 1654 et fyrstendømme. Edzard 1. af Østfrisland var den vigtigste greve for området; under hans tid begyndte reformationen, og den østfrisiske landsret blev oprettet. I slutningen af 1500-tallet flyttede grevefamilien fra Emden til Aurich i forbindelse med uroligheder i Emden.
Under 30-årskrigen blev Østfrisland hærget med undtagelse af Emden, som netop havde færdiggjort sit fæstningsværk. Østfrisland kom under Nederlandene. Hollandske tropper blev stationerede i Leer og Emden.
I 1744 uddøde fyrstefamilien. Østfriserne valgte midt i 1700-tallet at stå på Preussens side. Det skete efter Appelle-krigen mellem de østfrisiske stænder og den lokale fyrst Georg Albrecht, at de østfrisiske byer søgte beskyttelse hos Preussen. I 1744 blev der underskrevet en traktat, der gjorde Østfrisland til en del af Preussen. Den preussiske tid indebar et økonomisk opsving for Østfrisland, som også blev åbnet mod omverdenen. I 1751 blev Emden en frihavn. I 1765 indledtes koloniseringen af moseområderne i Østfrisland (fehn).
1807–1810 tilhørte landskabet Kongeriget Holland og 1810–1813 Frankrig. Ved Wienerkongressen 1814–1815 overdroges det til kongeriget Hannover. Grænsen mellem Nederlandene og Hannover blev fastlagt i Meppen-grænseaftale, der blev indgået i 1824 (og den blev siden grænsen mellem Nederlandene og Tyskland). Efter Hannovers nederlag i 1866 blev Østfrisland atter en del af Preussen, og i 1871 blev Østfrisland en del af det tyske rige.
Under 2. verdenskrig blev store dele af byen Emden ødelagt, og efter krigen blev området en del af den britiske okkupationszone. I 1946 blev Østfrisland en del af delstaten Hannover og senere Niedersachsen.
I 1955 underskrev frisere fra Frisland i Nederland, Østfrisland og Nordfrisland deres egen grundlov, Frisisk Manifest, ved Upstalsboom uden for hovedbyen Aurich. Frem til 1978 udgjorde Østfrisland et eget forvaltningsområde (Regierungsbezirk Aurich).
I Emden og området ved den nederlandske grænse har der historisk været en stærk nederlandsk indflydelse, sprogligt og religiøst. Omkring Emden er calvinisme (Reformerte kirke) den dominerende tro, i grevskabet Aurich lutheranisme. Dertil kom mennonitterne. Det calvinske kirkesprog var nederlandsk, det lutherske var tysk. Helt frem til slutningen af 1800-tallet blev der prædiket på nederlandsk i Emden.

## Personer
Kendte tyske personer fra Østfrisland er popmusikeren Dieter Bohlen, tv-værten Eva Herman, entertaineren Karl Dall og komikeren Otto Waalkes.